# Георгиос Хонеос
Гео̀ргиос Хонѐос (на гръцки: Γεώργιος Χωναίος; на турски: Yorgi Haneus Efendi) е дипломат и революционер, деец на Гръцката въоръжена пропаганда в Македония от началото на ХХ век.

## Биография
Работи в гръцкото консулство в Солун като преводач и подпомага гръцката пропаганда. След Младотурската революция на парламентарните избори в 1908 година е избран за депутат в третия османски парламент (1908 - 1912) от Солун.